# 寇仲
寇仲是黃易武俠小说中的虛構人物，《大唐雙龍傳》的男主角之一。與徐子陵同為小說主角，兩人情同手足，同是揚州的小混混，因緣際會偷去武功秘籍《長生訣》而涉足武林。

## 生平概述
個性豪邁直爽，卻又機智多變。生性好動，與徐子陵的好靜相對。在修練《長生訣》之後，此一反差更為明顯，內力屬性偏向陰寒。
父母家人均在戰亂逃難中給盜賊殺死，兩名小子湊巧碰在一起，意氣相投，從此相依為命，情逾兄弟。帶徐子陵去石龍道場偷學武功和偷聽講學教書，自小便很有主見，且胸懷大志。
故事開端，先與徐子陵一同視高麗弈劍大師傅采林首徒傅君婥為兩人義母、再一起與素素結拜為異性三姊弟，又意外一起成為「袖裡乾坤」杜伏威義子；後又與徐子陵分別與跋鋒寒、侯希白、突利、伏騫、竇建德、劉黑闥、可達志、菩薩、別勒古納台、不古納台等人結為至交好友。其中又與跋鋒寒、「多情公子」侯希白等人有過命之交情。
後從仇人蕭铣獲赠二百年前的刀客「刀霸」凌上人使用過的佩刀，命之為井中月；後於塞外蒙翟嬌贈一名馬，命名千里夢（後死於洛陽突圍戰一役）；得突厥突利贈一飛鷹，名為「無名」；更獲箭大師贈與其名作之弓——滅日弓，後助箭大師誅殺仇敵，復其原弓名「刺日」。
與徐子陵於飛馬牧場擔任糕餅師傅期間，一起結識魯妙子，成為忘年之交，從其廣博知識的學習過程當中獲益甚多。
曾於長安尋找楊公寶藏期間，使用魯妙子自製的面具，化名:莫一心與太行雙傑:蔡元勇，並意外分別成為一代「神醫」與著名馬球高手，名揚關中內外。
後建立少帥軍，其中最精銳的部隊為五百「飛雲騎」(原雙龍幫成員+瓦崗軍翟讓舊部、巨鯤幫卜天志部眾)，其後再加上楊公卿的兩千楊家軍，使之成為隋亡後另一位對天下舉足輕重的無敵統帥。視李世民為爭霸天下的主要對手，後因好友徐子陵與慈航靜齋師妃暄勸說而放棄爭奪天下，且因楊公卿、竇建德與劉黑闥相繼因李建成與李元吉二人殺害而死，埋下欲誅殺二人之機，是故協助李世民發動玄武門事變，成功誅殺建成、元吉二人，並助李世民登上皇位後，與「天刀」宋缺之女宋玉致定居宋家山城，同時收養素素之子方陵仲為義子，並與眾人定下十年重聚之約。於十年之約時於長安重遇尚秀芳，其後與其成婚，與宋玉致、楚楚、方陵仲隱居於嶺南。

## 感情關係
最初暗戀李秀寧，即使將來立場對立也決不會傷害秀寧的深情厚意；與天下第一才女尚秀芳得一夜情緣，但因尚秀芳追求的是樂藝的生活與境界，隨後在求取一夜恩情後離去；以及與宋玉致的愛恨糾纏，從最初為爭霸天下，不顧後果的莽撞求婚，到後來寧願捨棄多嬌江山而必得真摯愛情，換來宋玉致的諒解，並給了楚楚一個名份。
在《日月當空》中提到，尚秀芳成為寇仲兩妻一妾其中一位妻子，與宋玉致相同。

## 武功
個人武學除長生訣之外，尚有傅君婥詳細解釋練習九玄大法的訣要，修練長生訣時自然而然地就把九玄大法和長生訣的功法結合起來，將本來純是修身養命的秘法與武功合而為一。
初期自創的神龍八擊，李靖悉數教給血戰十式。
後期因「天刀」宋缺的刀道開導而自創的刀法，命名為「井中八法」（分別各為不攻、擊奇、戰定、用謀、速定、棋弈、兵詐、方圓）

## 影視形象

### 劇集
- 林峯：香港無綫電視《大唐雙龍傳》（2004年）
- 陳國坤：中國大陸《大唐雙龍傳之長生訣》（2011年）